# TUSPO Obernburg
Die Turn- und Sportgemeinde Obernburg 1879 e. V. ist ein deutscher Sportverein aus der unterfränkischen Stadt Obernburg am Main. Bekannt ist der Verein vor allem durch seine Handballabteilung.

## Breitensportverein
Die TUSPO ist ein Breitensportverein, welcher sich in fünf Abteilungen gliedert:
- Fußball
- Handball
- Turnen, Tanz, Gymnastik und Leichtathletik
- Volleyball
- Kegeln

## Die Handballabteilung

### Aufstieg und Etablierung in der zweiten Liga
Im Jahr 2001 stieg die erste Männermannschaft der TUSPO in die 2. Handball-Bundesliga auf. Trotz der starken lokalen Handball-Konkurrenz durch den TV Großwallstadt, den TV Kirchzell und auch die TSG Groß-Bieberau, konnten sich die Obernburger seitdem gut in der Liga etablieren. In der Saison 2001/02 wurde der 15., in der darauffolgenden Saison der 14. und 2003/04 der 13. Platz am Ende erreicht. Auch in den Spielzeiten 2004/05 (15. Platz), 2005/06 (11. Platz) und 2006/07 (14. Platz) wurde der Klassenerhalt gesichert.
In der Saison 2006/07 erreichten die Unterfranken am 28. November 2006 das Achtelfinale um den DHB-Pokal. Sie verloren in Kiel gegen den späteren Pokalsieger mit 40:25 (21:14).
Die Heimspiele bestritt die Mannschaft in der Sparkassen-Arena im Nachbarort Elsenfeld. Die Mannschaft wurde ab 2006 von Thorsten Schmid – zuvor Trainer der HSG Bensheim/Auerbach – trainiert. Sein Vertrag lief zum Saisonende aus. Ab der Saison 2009/10 wurde die Mannschaft von Trainer Christoph Barthel geführt.

### Niedergang und Neuordnung in der Landesliga
2011 stieg Obernburg aus der Südstaffel der 2. Bundesliga als Letztplatzierter ab. In der Spielzeit darauf belegte das Team Platz 15 in der 3. Liga, Staffel Süd und stieg in die hessische Oberliga ab. Ab der Saison 2012/13 wurde das Team von Thomas Göttmann und Robert Schneider trainiert. Die Saison wurde auf dem 10. Platz beendet, womit Obernburg erneut als Absteiger feststand. Zwar hätte grundsätzlich Platz 10 den Klassenerhalt bedeutet, da aber in dieser Saison aus den dritten Ligen drei hessische Klubs – Münster, Pohlheim und Gensungen/Felsberg – abstiegen, musste Obernburg laut den Regularien zwangsweise absteigen. 
In der Saison 2013/14 trat das Team somit in der Landesliga Süd, der zweiten Spielklasse auf Verbandsebene (5. Liga), an und belegte am Ende den vierten Tabellenplatz. Im Folgejahr wurde eine Kooperation mit dem benachbarten und inzwischen zweitklassigen TV Großwallstadt vereinbart und man trat fortan unter dem Namen "MSG TuSpo Obernburg/TVG-Junioren" in der Landesliga an. Die Saison verlief um einiges besser und so konnte am Ende die Meisterschaft in der Landesliga Süd und der damit verbundene Aufstieg in die Oberliga Hessen gefeiert werden. Auf den Aufstieg erfolgte jedoch bereits in der darauffolgenden Saison 2015/16 die Ernüchterung und der erneute Abstieg als Tabellenletzter der Oberliga. Somit ging die Mannschaft von Leander Jakob in der Saison 2016/17 erneut in der Landesliga Süd auf Punktejagd.

### Erfolge
- 2001 Aufstieg in die 2. Handball-Bundesliga
- 2001 Meister Regionalliga Südwest
- 2006/07 Erreichen des Achtelfinales im DHB-Pokal

### Bekannte ehemalige Spieler
- Dominik Klein
- Philipp Müller
- Jörg Lützelberger
- Sabine Englert
- Michael Müller
- Philipp Reuter
- Miloš Hačko